# بخش دادینگ
بخش دادینگ (به لاتین: Dhading District) یک بخش در نپال است که در استان شماره ۳ واقع شده‌است. بخش دادینگ ۱٬۹۲۶ کیلومتر مربع مساحت و ۳۳۶٬۰۶۷ نفر جمعیت دارد.